# Diolcogaster kasachstanica
Diolcogaster kasachstanica är en stekelart som först beskrevs av Vladimir Ivanovich Tobias 1964.  Diolcogaster kasachstanica ingår i släktet Diolcogaster och familjen bracksteklar. Inga underarter finns listade i Catalogue of Life.